# Кызыл-Шарк
Кызыл-Шарк (кирг. Кызыл-Шарк) — село в Кара-Сууском районе Ошской области Кыргызстана. Административный центр Савайского айылного аймака.

## География
Село расположено в северо-западной части области, вблизи государственной границы с Узбекистаном, к югу от канала Шахрихансай, на расстоянии приблизительно 3 километров (по прямой) к северо-востоку от города Кара-Суу, административного центра района. Абсолютная высота — 764 метра над уровнем моря.

## Население
Согласно оценочным данным Национального статистического комитета Кыргызской Республики, численность населения села на начало 2023 года составляла 6687 человек.
| год     | 2009 | 2014 | 2015 | 2020 | 2021 | 2023 |
| ------- | ---- | ---- | ---- | ---- | ---- | ---- |
| человек | 4875 | 4783 | 5474 | 6075 | 6102 | 6687 |